# Thuidium bolanderi
Thuidium bolanderi là một loài Rêu trong họ Thuidiaceae. Loài này được (Best) Paris miêu tả khoa học đầu tiên năm 1898.